# Володарський Лев Мордкович
Лев Мордкович Володарський (нар. 28 березня 1911, містечко Остропіль, тепер село Старий Остропіль Старокостянтинівського району, Хмельницької області — 11 травня 1989, місто Москва) — радянський державний діяч, начальник Центрального статистичного управління СРСР. Кандидат у члени ЦК КПРС у 1976—1981 роках. Член ЦК КПРС у 1981—1986 роках. Депутат Верховної Ради СРСР 10—11-го скликань. Доктор економічних наук (1962), професор (1965).

## Життєпис
Народився в родині єврейського ремісника.
У 1926—1929 роках — відповідальний секретар колективу ВЛКСМ 1-ї радянської школи міста Ленінграда.
У 1929—1934 роках — студент Ленінградського інженерно-економічного інституту.
У 1932—1934 роках — старший інженер-економіст управління уповноваженого народного комісаріату важкої промисловості СРСР в Ленінграді.
У 1934 році — керівник групи праці заводу «Електрик» в Ленінграді.
У 1934—1938 роках — старший інженер-економіст, начальник планового відділу Ленінградського обласного управління місцевої промисловості.
У 1938—1940 роках — заступник голови Ленінградської обласної планової комісії.
Член ВКП(б) з 1939 року.
У 1940—1942 роках — уповноважений Державної планової комісії (Держплану) СРСР по Ленінграду і Ленінградській області.
У 1942—1948 роках — заступник начальника управління, начальник управління Держплану СРСР.
У 1948—1953 роках — заступник начальника Центрального статистичного управління при Раді міністрів СРСР.
У 1953—1955 роках — головний редактор «Держстатвидаву» СРСР.
У 1955—1956 роках — начальник відділу статистики промисловості Центрального статистичного управління при Раді міністрів СРСР.
У 1956—1967 роках — заступник начальника, в 1967—1975 роках — 1-й заступник начальника Центрального статистичного управління при Раді міністрів СРСР.
6 серпня 1975 — липень 1978 року — начальник Центрального статистичного управління при Раді міністрів СРСР. У липні 1978 — 2 грудня 1985 року — начальник Центрального статистичного управління СРСР.
З грудня 1985 року — персональний пенсіонер союзного значення в Москві.
Помер 11 травня 1989 року. Похований в Москві на Ваганьковському цвинтарі.

## Нагороди і звання
- орден Леніна (28.09.1979)
- два ордени Трудового Червоного Прапора (15.03.1960; 26.03.1971)
- орден Дружби народів (27.03.1986)
- два ордени «Знак Пошани» (29.05.1944; 23.05.1966)
- орден Червоної Зірки (7.03.1943)
- медалі